# Биполарни транзистор
Биполарни транзистор је електронска компонента са појачавачким и прекидачким особинама, врста транзистора. Овај уређај је активна компонента са три извода, а направљен је од допираног полупроводног материјала, може да појача или прекида електричне сигнале кола. Биполарни транзистори су добили своје име зато што су главни носиоци наелектрисања и електрони и шупљине, за разлику од униполарних (транзистора са ефектом поља) код кога су носиоци наелектрисања електрони или шупљине.

## Историја и данашња примена
Биполарни транзистори су први пут направљени у Беловим лабораторијама и тридесетак година су били најбоље компоненте за прављење дискретних или интегрисаних кола. Данас, употреба биполарних транзистора је потиснута у корист ЦМОС технологије у дизајну интегрисаних кола. Ипак, биполарни транзистори остају уређај који је бољи у неким колима, као што су дискретна кола, због великог избора типова биполарних транзистора и знања о њиховим карактеристикама. Они су такође користе за аналогна кола, било дискретна или интегрисана. Ово се посебно односи на примене на високим учестаностима, као што су кола на радио-учестаностима за бежичне мреже. Биполарни транзистори се могу комбиновати са МОСФЕТ транзисторима у интегрисано коло користећи БиЦМОС процес да се добије ново коло које ће узети најбоље карактеристике оба типа транзистора.

## Структура
Биполарни транзистор се састоји из три различито допираних полупроводничких делова: емитерског, базног и колекторског. Ови дели су, редом, П типа, Н типа и П типа у ПНП транзисторима и Н типа, П типа и Н типа у НПН. Сваки полупроводни део је прикључен на извод, прописно означен: емитер (E), база (B) и колектор(C).
База је физички смештена између емитера и колектора и направљена је од слабо допираног, високоотпорног материјала. Колектор окружује емитерски део и скоро онемогућава да електрони или шупљине инјектовани у базу избегну да буду скупљени, чинећи тако да резултантна вредност односа струја емитера и колектора {\displaystyle \alpha \,} буде врло близу јединици и тако дајући транзистору велико струјно појачање {\displaystyle \beta \,}. Попречни пресек кроз биполарни транзистор показује да је спој колектор-база већи од споја емитер-база.
Биполарни транзистор, за разлику од осталих транзистора, није симетричан уређај. Ово значи да замена између колектора и емитера доводи да транзистор почиње да ради у инверзном режиму. Због тога што је унутрашња структура транзистора обично оптимизована за рад у директном режиму, замена емитера и колектора чини вредности {\displaystyle \alpha \,} и {\displaystyle \beta \,} мањим у инверзном режиму него у директном режиму. Обично, {\displaystyle \alpha \,} у инверзном моду је мање од 0,5.
Мале промене у напону прикљученим на спој емитер-база изазива да се струја која тече између колектора и емитера значајно промени. Овај ефекат се може користити да се повећа улазна струја. Биполарни транзистори се могу сматрати као напонски контролисаним струјним изворима, али се обично карактеришу као струјни појачавачи због мале импедансе у бази. Први транзистори су били направљени од германијума, али су модерни биполарни транзистори направљени од силицијума.

## Осетљивост транзистора
Излагање транзистора јонизујућем зрачењу изазива разарање због радијације. Радијација изазива настанак дефеката у бази који се понашају као центри за рекомбинацију. Ово изазива постепени пад функционалног рада транзистора.

## Основе рада биполарних транзистора
Биполарни транзистор се може посматрати као две диоде повезне анода на аноду. У нормалном раду, спој емитер-база је директно поларисан, а спој база-колектор је инверзно поларисан. На примеру НПН транзистора, када је позитиван напон доведен на споје база-емитер, равнотежа између термички створених носиоца и одбојног електричног поља зоне просторног наелектрисања постаје нарушена, дозвољавајући термички побуђеним електронима да се инјектују у базу. Ови електрони се крећу (дифундују) кроз базу од дела високе концентрације близу емитера према делу мање концентрације близу колектора. Ови електрони у бази се зову мањински носиоци јер је база позитивно дотирана што чини шупљине већинским носиоцима у бази (ово се не би требало схватити да је број инјектованих електрона мали). Кључна особина дизајна биполарних транзистора је да се база направи врло танка тако да електрони проводе мало времена у бази; већина електрона се дифундује до колектора пре него што се рекомбинују са шупљинама у бази. Спој база-колектор је инверзно поларисан тако да се не врши инјектовање електрона из колектора у базу, али електрони који се дифундију из базе према колектору су убачени у колектор посредством електричног поља у зони просторног наелектрисања споја база-колектор. Однос електрона који могу да прођу кроз базу и стигну до колектора је мера ефикасности биполарних транзистора. Високо допиран емитерски регион и слабо допиран базни регион изазива да много више електрона пређе из емитера у базу него шупљина из базе у емитер. Струја базе је сума шупљина убачених у емитер и електрона који се рекомбинују у бази – обе су у малој сразмери у односу на струје емитера и колектора. Отуда мала промена струје базе може да утиче на велику промену тока електрона између емитера и колектора. Однос ових струја  се назива струјно појачање и означава се са {\displaystyle \beta \,} или  и обично је 100 или више.

## Транзистори у колима
Горња слика је шематски приказ НПН транзистора прикљученог на два извора напона. Да би транзистор проводио осетљиву струју (реда милиампера) од колектора до емитера, {\displaystyle V_{BE}} мора бити једнак или мало већи од напона прага. Напон прага је обично између 0,6 и 0,7 V за силицијумске НПН транзисторе. Овај доведени напон изазива да се на доњем П-Н споју дозволи проток електрона из емитера у базу. Због електричног поља које постоји између базе и колектора (које је изазвао {\displaystyle V_{CE}}), већина тих електрона прелази преко горњег П-Н споја у колектор чинећи струју колектора {\displaystyle I_{C}}. Други део електрона се рекомбинује, док се остатак електрона излази базе и чини струју базе {\displaystyle I_{B}}. Како је показано на слици, струја емитера {\displaystyle I_{E}} је укупна струја транзистора које је сума друге две струје. То је:
{\displaystyle I_{E}=I_{B}+I_{C}\,}
(Нота: на овој слици стрелице приказују смер струје који је је сагласан са конвенционалним смером струје - ток електрона је супротан смеру стрелица пошто електрони носе негативно наелектрисање). Однос струје колектора и струје базе се назива струјно појачање. Ово појачање је обично врло велико и често је 100 или више. Требало би и напоменути да је струја базе у експоненцијалној зависности од . За типичан транзистор, повећање  од само 60 mV повећава струју базе 10 пута.
Транзистори имају различите режиме рада. У линеарном режиму, струја колектора (емитера) је приближно пропорционална струји базе, али неколико пута већа, чинећи ово идеалним моделом за појачање струје. Биполарни транзистор улази у засићење када се струја базе повећа до тачке када спољашње коло спречава струју колектора да даље расте. У тој тачки, спој база-колектор постаје такође директно поларисан. Заостали напон опада 100 до 300 mV (у зависности од количине базне струје).
Знатно ређе, биполарни транзистори рада са замењеним колектором и емитером, тако да струја база-колектор може да контролише струју емитер-колектор. Појачање струје у овом режиму је много мање (на пример 2 уместо 100).
Транзистор ради у режиму закочења када је напон база-колектор премали да би протицала нека значајнија струја. За типични силицијумски транзистор, то је за случај када је напон мањи од 0,7 V. Биполарни транзистор који ради само у режимима закочења и засићења се може посматрати као електронски прекидач.

## Примена
Због своје температурне осетљивости, биполарни транзистор се може користити за мерење температуре. Његова нелинеарна карактеристика се такође може искористити да рачуна логаритме. Германијумски транзистори су били често коришћени педесетих и шездесетих, и иако поседују мањи напон прага, што их чини подеснијим за неке примене, такође има велику склоност према термалном пробоју.

## Теорија и моделовање

### Еберс-Молов модел
Струје емитoра и колектора су нормалном раду дате Еберс-Моловим моделом:
{\displaystyle I_{\mathrm {E} }=I_{\mathrm {ES} }(e^{\frac {V_{\mathrm {BE} }}{V_{\mathrm {T} }}}-1)}
{\displaystyle I_{\mathrm {C} }=\alpha _{F}I_{\mathrm {ES} }(e^{\frac {V_{\mathrm {BE} }}{V_{\mathrm {T} }}}-1)}
Струја базе углавном настаје због дифузије
{\displaystyle J_{p}(Base)={\frac {qD_{p}p_{bo}}{W}}\left[exp\left({\frac {V_{EB}}{V_{T}}}\right)\right]}
Где је
- {\displaystyle I_{\mathrm {E} }} - струја емитера
- {\displaystyle I_{\mathrm {C} }} - струја колектора
- {\displaystyle \alpha _{F}} - фактор струјног појачања од емитера до колектора (0.98 до 0.998)
- {\displaystyle I_{\mathrm {ES} }} - инверзна струја засићења споја база-емитер (у распону од 10−15 до 10−12 ампера)
- {\displaystyle V_{\mathrm {T} }} - је термички напон (приближно 26 на собној температури ≈ 300 ).
- {\displaystyle V_{\mathrm {BE} }} напон база-емитер
- ширина базе

Струја колектора је незнатно мања од струје емитера, пошто је вредност {\displaystyle \alpha _{F}} врло блиска 1.0. У биполарним транзисторима мала струја кроз базу изазива велику струју у колектору. Однос дозвољене колекторске струје и базне струје се зове „струјно појачање“, β или {\displaystyle h_{\mathrm {FE} }}. A β вредност 100 је типична вредност за мале биполарне транзисторе. У типичној конфигурацији, врло мала сигнална струја тече кроз спој база-емитер због контролисања колекторске струје. β је повезано са α преко следећих једначина:
{\displaystyle \alpha _{F}={\frac {I_{\mathrm {C} }}{I_{\mathrm {E} }}}}
{\displaystyle \beta _{F}={\frac {I_{\mathrm {C} }}{I_{\mathrm {B} }}}}
{\displaystyle \beta _{F}={\frac {\alpha _{F}}{1-\alpha _{F}}}}
Ефикасност емитера: {\displaystyle \eta ={\frac {J_{p}(Base)}{J_{E}}}}
Још један скуп једначина се користи да се опишу три струје у било ком радном делу је дат доле. Ове формуле су засноване на преносном моделу биполарног транзистора.
{\displaystyle i_{\mathrm {C} }=I_{\mathrm {S} }(e^{\frac {V_{\mathrm {BE} }}{V_{\mathrm {T} }}}-e^{\frac {V_{\mathrm {BC} }}{V_{\mathrm {T} }}})-{\frac {I_{\mathrm {S} }}{\beta _{\mathrm {R} }}}(e^{\frac {V_{\mathrm {BC} }}{V_{\mathrm {T} }}}-1)}
{\displaystyle i_{\mathrm {B} }={\frac {I_{\mathrm {S} }}{\beta _{\mathrm {F} }}}(e^{\frac {V_{\mathrm {BC} }}{V_{\mathrm {T} }}}-1)+{\frac {I_{\mathrm {S} }}{\beta _{\mathrm {R} }}}(e^{\frac {V_{\mathrm {BE} }}{V_{\mathrm {T} }}}-1)}
{\displaystyle i_{\mathrm {E} }=I_{\mathrm {S} }(e^{\frac {V_{\mathrm {BE} }}{V_{\mathrm {T} }}}-e^{\frac {V_{\mathrm {BC} }}{V_{\mathrm {T} }}})+{\frac {I_{\mathrm {S} }}{\beta _{\mathrm {F} }}}(e^{\frac {V_{\mathrm {BE} }}{V_{\mathrm {T} }}}-1)}
Где је
- {\displaystyle i_{\mathrm {C} }} - колекторска струја
- {\displaystyle i_{\mathrm {B} }} - базна струја
- {\displaystyle i_{\mathrm {E} }} - струја емитера
- {\displaystyle \beta _{\mathrm {F} }} појачање емитерске струје у директној поларизацији (20 до 50)
- {\displaystyle \beta _{\mathrm {R} }} појачање емитерске струје у инверзној поларизацији (0 до 20)
- {\displaystyle I_{\mathrm {S} }} - инверзна струја засићења (у распону од 10−15 до 10−12 ампера)
- {\displaystyle V_{\mathrm {T} }} - је термички напон (приближно 26 на собној температури ≈ 300 ).
- {\displaystyle V_{\mathrm {BE} }} - напон база-емитер
- {\displaystyle V_{\mathrm {BC} }} - напон база-колектор

#### Промена ширине базе
Ако доведени напон база-колектор ({\displaystyle V_{BC}}) варира, ширина зоне просторног наелектрисања између базе и колектора се мења. Ова промена изазива да се промени појачање транзистора, пошто појачање зависи од ширине базе. Ово се често назива Ерлијев ефекат.
У директном режиму Ерлијев ефекат утуче на струју колектора ({\displaystyle i_{\mathrm {C} }}) и појачање емитерске струје у директној поларизацији ({\displaystyle \beta _{\mathrm {F} }}) према следећим једначинама:
{\displaystyle i_{\mathrm {C} }=I_{\mathrm {S} }(e^{\frac {V_{\mathrm {BE} }}{V_{\mathrm {T} }}})(1+{\frac {V_{\mathrm {CE} }}{V_{\mathrm {A} }}})}
{\displaystyle \beta _{\mathrm {F} }=\beta _{\mathrm {F0} }(1+{\frac {V_{\mathrm {CE} }}{V_{\mathrm {A} }}})}
Где је
- {\displaystyle V_{\mathrm {CE} }} - напон колектор-емитер
- {\displaystyle V_{\mathrm {A} }} - Ејријев напон (15 V до 150 V)
- {\displaystyle \beta _{\mathrm {F0} }} појачање емитерске струје на нултом преднапону

#### Пробој
Када напон база-колектор достигне одређену (у зависности од транзистора) вредност, граница зоне просторног наелектрисања споја база-колектор се споји са границом зоне просторног наелектрисања споја база-емитер. Када је у овом стању, транзистор нема базу. Транзистор онда изгуби све појачање када је у овом стању.

### Модел са-параметрима
Други модел који се често користи у анализи кола са биполарним транзисторима је модел са h-параметрима. Овај модел је двоприступна мрежа изузетно погодна за биполарне транзисторе пошто пружа лаку анализу понашања кола, а може се користити да се добију још прецизнији модели. На слици „x“ представља базу, колектор или емитер у зависности од топологије коју користимо (степени са заједничким емитером, базом или колектором). За најчешће коришћен степен са заједничким емитером, симболи са слике узимају следеће вредности:
- У овој топологији x је 'e' (означава емитер)
- Прикључак 1 = база
- Прикључак 2 = колектор
- Прикључак 3 = емитер
- iin = струја базе (ib)
- io = струја колектора (ic)
- Vin = напон база-емитер (VBE)
- Vo = напон колектор-емитер (VCE)

а h-параметри представљени са:
- hix = hie - улазна импеданса транзистора (одговара отпорности емитера re).
- hrx = hre - зависност криве IB-VBE од вредности VCE. Она је обично врло мала и често се занемарује.
- hfx = hfe - Струјно појачање транзистора. Овај параметар се често наводи као hFE или параметар (βDC) у спецификацијама.
- hox = hoe - Излазна импеданса транзистора. Овај параметар се најчешће наводи као адмитанса, реципрочна вредност импедансе.

Малим словима су означени индекси h-параметара при AC, великим при DC анализи. Модел ове топологије при анализи кола може бити додатно упрошћен, тако што се неки од параметара игноришу (hoe и hre), узимају се као вредности нула (кратка спој) и бесконачно (прекид кола). Треба још приметити да се овај модел исто тако може применити при анализи кола са сигналима ниских фреквенција, и кола са малим сигналима.
При анализи рада кола са сигналима великих фреквенција овај модел се не користи, с`обзиром да се код h-параметара ради о параметрима типа отпорности и проводности, а при овој анализи је потребно користити и параметре капацитивности који имају доминантан ефекат при високим фреквенцијама.